# GNU-Lizenz für freie Dokumentation

Das Lizenzlogo der GFDL

Die GNU-Lizenz für freie Dokumentation (oft auch GNU Freie Dokumentationslizenz genannt; englische Originalbezeichnung GNU Free Documentation License; Abkürzungen GNU FDL, GFDL) ist eine Copyleft-Lizenz, die für freiheitsgewährende Software-Dokumentationen gedacht ist, die aber auch für andere freie Inhalte verwendet wird. Die Lizenz wird von der Free Software Foundation (FSF), der Dachorganisation des GNU-Projekts, herausgegeben.
Die Lizenz liegt ausschließlich in englischer Sprache vor, die aktuelle Fassung 1.3 wurde im November 2008 veröffentlicht.
Die Lizenz drohte – wie alle anderen freien Lizenzen auch – in Deutschland durch einen vom Bundesjustizministerium eingereichten Gesetzesvorschlag zur Modernisierung des Urheberrechts vom 22. März 2000 ungültig zu werden. Das Institut für Rechtsfragen der Freien und Open Source Software reichte am 26. Juni 2001 jedoch eine erweiternde Bestimmung, heute besser bekannt als Linux-Klausel, ein, welche in das Urheberrechtsgesetz aufgenommen wurde und dadurch die Verwendbarkeit von freien Lizenzen in Deutschland sicherte.

## Begriff
„GNU“ ist ein rekursives Akronym. Es steht für „GNU is not Unix“. Unix ist ein älteres, unfreies Betriebssystem. Das Softwareprojekt GNU sollte dafür stattdessen eine freiheitsgewährende Variante werden.

## Beabsichtigter Zweck
Wenn ein Urheber oder Rechte-Inhaber (Lizenzgeber) ein Werk unter diese Lizenz stellt, bietet er damit jedermann weitgehende Nutzungsrechte an diesem Werk an: Die Lizenz gestattet die Vervielfältigung, Verbreitung und Veränderung des Werkes, auch zu kommerziellen Zwecken. Im Gegenzug verpflichtet sich der Lizenznehmer zur Einhaltung der Lizenzbedingungen. Diese sehen unter anderem die Pflicht zur Nennung des Autors oder der Autoren vor und verpflichten den Lizenznehmer dazu, abgeleitete Werke unter dieselbe Lizenz zu stellen (Copyleft-Prinzip). Wer sich nicht an die Lizenzbedingungen hält, verliert damit automatisch die durch die Lizenz eingeräumten Rechte.

## Geschichte
Die GNU-Lizenz für freiheitsgewährende Dokumentation wurde ursprünglich geschaffen, um Dokumente, wie beispielsweise Handbücher, die im Rahmen des GNU-Projekts verfasst wurden, unter eine ähnliche Lizenz zu stellen wie die Software selbst und damit entsprechend dem Geist der Bewegung für freie Software die Bekanntgabe und Übertragung von Rechten für jede Person zu garantieren. Das Pendant der GNU-Lizenz für freie Dokumentation im Software-Bereich ist die GNU General Public License (GPL).
Der erste Entwurf mit der Versionsnummer 0.9 wurde von Richard Stallman am 12. September 1999 in der Newsgroup gnu.misc.discuss zur Diskussion vorgestellt. Die erste Version erschien im März 2000 mit der Versionsnummer 1.1. Nach der Version 1.2 vom November 2002 erschien im November 2008 die aktuelle Version 1.3. Sie erlaubt es den Betreibern sogenannter Massive Multiauthor Collaboration Sites – als Beispiel werden öffentliche Wikis mit Bearbeitungsmöglichkeit für jedermann genannt – Inhalte, die vor bestimmten Stichtagen veröffentlicht worden sind, unter Creative-Commons-Share-alike-Lizenzen zu relizenzieren.

## Verwendung in der Wikipedia
Alle Texte der Wikipedia sowie die Texte der meisten Schwesterprojekte der Wikipedia stehen unter der GNU-Lizenz für freiheitsgewährende Dokumentationen. Aufgrund von Problemen mit der GFDL sowie der großen Verbreitung der später erschienenen Creative-Commons-Lizenzen gab es von vielen Benutzern den Wunsch, auf die der GFDL ähnliche Creative-Commons-Lizenz CC-BY-SA umzusteigen. Da dies jedoch nur mit Zustimmung aller Autoren ginge, einigten sich die Wikimedia Foundation, Creative Commons und die FSF darauf, einen Lizenzwechsel über einen Umweg zu ermöglichen. Dafür wurde am 3. November 2008 die neue Version 1.3 der GFDL veröffentlicht, welche eine projektweite Migration zu CC-BY-SA ohne ausdrückliche Zustimmung der Autoren ermöglichen soll. Da die Dokumente in den Projekten immer mit der Klausel Version 1.2 oder später lizenziert sind, sei ein Umstieg von GFDL 1.2 zu GFDL 1.3 und damit wiederum ein Umstieg auf CC-BY-SA 3.0 möglich, ohne alle Autoren um Zustimmung nachfragen zu müssen.

## Kritik
Bemängelt wird, dass die Lizenz im Vergleich zu anderen, später entstandenen Lizenzen für freiheitsgewährende Inhalte zu kompliziert sei und dass sie nur in einer englischsprachigen Fassung vorliege – es gibt lediglich inoffizielle, nicht rechtsverbindliche Übersetzungen.
Die GFDL erlaubt dem Urheber zudem, für bestimmte Abschnitte die Modifikation zu untersagen (so genannte „invariant sections“), falls diese weitere Informationen über die Autoren oder Herausgeber enthalten. Kritiker bemängeln, dass dies dem Gedanken der Softwarefreiheit zuwiderlaufe. In der Vergangenheit führte dies beispielsweise dazu, dass die GFDL vom Debian-Projekt eine Zeit lang als unfrei angesehen wurde. Beispielsweise Bruce Perens sah die GFDL sogar außerhalb des „Freien-Software-Ethos“.
Im März 2006 wurde diese kritische Einschätzung durch das Debian-Projekt jedoch auf Dokumente mit invariant sections eingeschränkt.
Die Tatsache, dass die Wirksamkeit der GFDL in Deutschland (im Gegensatz zur GPL) noch nicht in einem Prozess von einem deutschen Gericht bestätigt wurde, wird von einigen Kritikern als Nachteil der GFDL angeführt. Befürworter interpretieren dies als Beleg für die Wirksamkeit der GFDL, da mögliche Kläger gegen eine Wirksamkeit unter deutschem Recht durch spekulativ geringe Erfolgsaussichten abgeschreckt seien.
Kritisiert wird auch die Haftungsausschlussklausel in der GFDL, so kann im deutschen Recht beispielsweise Vorsatz (§ 276 Abs. 3 BGB) vertraglich nicht wirksam von einer Haftung ausgeschlossen werden.

### Inoffizielle Übersetzungen
- Nicht rechtsverbindlich – da nicht von der Free Software Foundation herausgegeben:
  - Selflinux.org: Deutsche inoffizielle Übersetzung der GFDL, Version 1.2, November 2002 (Memento vom 8. April 2019 im Internet Archive)